# María Elena Naddeo
María Elena Naddeo (nacida en Vicente López) es una política, activista feminista, docente y dirigente sindical argentina.
Fue  creadora y primera Presidenta del Consejo de los Derechos de Niños, Niñas y Adolescentes de la ciudad de Buenos Aires. Se desempeñó como concejala en el Concejo Deliberante de la ciudad de Buenos Aires (1993-1997) y luego legisladora porteña por dos períodos (1997-2000, 2009-2013). Desde allí acompañó la lucha por el cumplimiento de la ley de Salud Mental e impulsó el Parlamento de Mujeres.
Desde 2014 y hasta fines de 2023 es Directora del Centro de Atención de Niñez, Adolescencia y Género  de la Defensoría del Pueblo de la Ciudad Autónoma de Buenos Aires. Entre el 2017 y el 2021 fue presidenta de la  Asamblea Permanente por los Derechos Humanos junto a Gisela Cardozo y Norma Ríos. Actualmente es Vicepresidenta de la APDH e integra APIABA, la Asamblea por las Infancias y Adolescencias de la Ciudad de Buenos Aires, asi como la Red Feminista Latinoamericana. 

## Formación
Es hija de Vicente Roberto Naddeo y Elena Ferrari. María Elena está casada y tiene dos hijos. Es Profesora de Historia egresada de la Facultad de Filosofía y Letras (UBA). Realizó un postgrado Interdisciplinario de Estudios de Género en la Facultad de Psicología en 1996 y numerosos cursos referidos a la prevención de la violencia de género y al maltrato y abuso sexual infantil. Es diplomada en Politicas publicas para la Igualdad de America Latina emitido por CLACSO. 

## Actividad profesional y política
Fue docente secundaria y terciaria en distintos establecimientos secundarios estatales de la ciudad de Buenos Aires, Colegio Nacional N.º 7, Escuela Normal Superior N.º 3, y en el Instituto Superior del Profesorado Joaquín V. González, actualmente en ejercicio de licencia por cargo legislativo.
Fue delegada gremial docente desde 1983: Fundadora, miembro de la comisión directiva y luego Secretaria General de la Asociación Docentes de Enseñanza Media y Superior – (ADEMYS), cargo desempeñado entre los años 1992 y 2000.
Integró el Partido Comunista y fue elegida como miembro del Secretariado en el proceso de viraje en 1987.
En 1994 se incorporó, junto a otras agrupaciones, a la propuesta política denominada Frente Grande. Como Secretaria Nacional de la Mujer del Frente Grande, Frepaso (1993/1998) organizó el Primer Seminario sobre Género y Política del Frepaso a nivel Nacional, 1996 y 1997. Participó de la IV Conferencia Internacional de Mujeres de las Naciones Unidas, en Beijing 1995. Y, como integrante de la Delegación oficial argentina, en la sesión especial de Naciones Unidas Beijing + 5, Nueva York, 2000. También concurrió a Nueva York en 2002 a la Sesión especial de Naciones Unidas por la actualización de la Convención Internacional de los derechos del niño, y,  en la Relatoría de los Derechos de los niños del Capítulo Argentino de la Plataforma Interamericana de Derechos Humanos - PIDDHH-.
Actualmente es Vicepresidenta de la Asamblea Permanente por los Derechos Humanos, y Secretaria de derechos de las Mujeres, Igualdad de Genero y Diversidades de la misma organizacion.  Coordina el Instituto Latinoamericano de Estudios Políticos y Sociales -Ilepos - y es integrante del Foro en Defensa de la Educación.
Es miembro de la Comision de Accion politica del Frente Grande. Integra la Comision de Equidad de Genero de la Sociedad Civil de la Cancilleria Argentina, y el Parlamento de las Mujeres de la Legislatura porteña. 
También es integrante del Foro por los derechos de niños, niñas y adolescentes de la Ciudad Autónoma de Buenos aires, actualmente llamado APIABA, la Red Informátiva de Mujeres de Argentina RIMA, y distintas redes feministas. 

### Concejala Frente Grande (1993-1997)
En 1993 fue elegida concejal por el Frente Grande para el periodo 1993/1997. En tal carácter integró las comisiones de Educación, Promoción Social, Hacienda, Familia y Minoridad. Logró la aprobación de la incorporación de los docentes secundarios y terciarios transferidos al Estatuto del Docente de la Ciudad. Se aprobó la ordenanza para la inclusión social y laboral de jóvenes del Bajo Flores y Coopa (Cooperativas para el aprendizaje para adolescentes y jóvenes). Se dispusieron terrenos municipales para la creación de diversas escuelas estatales, como la escuela infantil Pampita, la Escuela Secundaria Lola Mora, la Escuela media de Mataderos, la escuela Media de Villa Soldati, la ampliación del Jardín B del DE 14, entre otras numerosas iniciativas.
En trabajo articulado con concejalas de distintos bloques se denominaron con nombres de mujeres las calles de Puerto Madero.
Se auspició la creación de la Primera Defensoría Barrial para la protección de derechos de niños niñas y adolescentes en Boca Barracas.
Se aprobó la Ordenanza para designar con el nombre de Héctor Oesterheld una plaza en Costanera Sur.

### Legisladora de CABA (1997-2000)
En 1997 fue elegida legisladora de la ciudad de Buenos Aires por el Frepaso, intervino como miembro redactor del Reglamento legislativo adecuándolo a la nueva Constitución porteña y a las nuevas políticas de igualdad. Asumió la Presidencia de la Comisión de Mujer Infancia Adolescencia y Juventud e integró las comisiones de Educación, Promoción social y Hacienda.
Fue impulsora y coautora de numerosos proyectos legislativos entre ellos: La Ley 39 de creación de la Carrera Superior de Enfermería en el ámbito del Ministerio de Educación, transfiriendo la escuela de enfermería Cecilia Grierson al ámbito educativo. La Ley N.º 114  de Protección Integral de la Infancia y la Ley N.º 474 de Igualdad de Oportunidades y de Trato entre Varones y Mujeres, Ley 418 de Salud Sexual y reproductiva, la Ley de creación de la Escuela media domiciliaria, la Ley N.º 169 de creación del Registro de Deudores Morosos Alimentarios 1999, la inclusión de la perspectiva de género y de la educación sexual en las currículas escolares, la inclusión de los docentes transferidos en el Estatuto del docente, el traspaso al sistema educativo y la jerarquización de la Escuela Superior de enfermería Cecilia Grierson y el sistema de becas para jóvenes del Bajo Flores, Ley de creación de las Juegotecas barriales, entre otras iniciativas.

### Funcionaria del gobierno de CABA (2000-2007)
Fue creadora y primera Presidenta del Consejo de los Derechos de Niños, Niñas y Adolescentes de la Ciudad de Buenos Aires -durante el gobierno de Aníbal Ibarra-, organismo en el que se desempeñó desde su creación en el año 2000 hasta diciembre del 2007, desarrollando el sistema de protección de derechos de la infancia en la ciudad.
El organismo de infancia de la ciudad de Buenos Aires se organiza con una Red de Defensorías Barriales para la defensa y protección de derechos de los chicos y de sus familias. Las defensorías barriales son equipos interdisciplinarios que actúan en las Comunas de manera descentralizada para la protección de derechos de los chicos y chicas en primera instancia de intervención.
Preside el Plenario del Consejo de los derechos, ámbito de articulación y diseño de políticas públicas de infancia y adolescencia, constituido por representantes de las distintas áreas del Poder Ejecutivo, la Legislatura, la Sociedad civil, la justicia y los equipos técnicos de las defensorías. Bajo su gestión se crean para las situaciones de vulneración de derechos nuevos servicios y dispositivos.

### Legisladora de CABA (2009-2013)
En 2009 fue elegida legisladora de la ciudad de Buenos Aires por el partido Diálogo por la Ciudad. Desde entonces, como Presidenta de la Comisión Especial de Seguimiento de la Ley N.º 448 de Salud Mental, acompañó las luchas de los trabajadores de Salud Mental de la Ciudad y denunció los sucesivos incumplimientos de la ley.
Impulsó asimismo la creación de la Mesa Intersectorial de salud Mental de la Ciudad de Buenos Aires, integrada por asociaciones profesionales de la salud mental, organizaciones académicas y sociales especializadas en la temática. Fue cofundadora de la Primera Cátedra Interdisciplinaria en Adicciones, impulsada por el juez de la Corte Suprema de Justicia, Raúl Zaffaroni.
Desde 2012 hasta 2013 fue presidenta de la Comisión de "Mujer, Infancia, Adolescencia y Juventud”, de la Legislatura porteña. Desde la Comisión, propició la creación del Parlamento de las Mujeres como espacio de participación ciudadana del Movimiento de Mujeres y organizaciones especializadas en igualdad entre los géneros. También impulsó la sanción de la Ley N.º 3721  para la inclusión laboral de jóvenes en situación de vulnerabilidad.
Trabajó para la creación del programa de Restitución de derechos sociales económicos y culturales para las personas en situación de prostitución (PREDES). Así como en la constitución del Foro Social de la Juventud. Como legisladora, impulsó la incorporación al Estatuto del docente de numerosos cargos a fin de ampliar los alcances de las propuestas educativas en la ciudad y logró la sanción de la Ley N.º 2905  que crea el Régimen de profesores por cargo para la enseñanza media.
Trabajó por la expropiación de predios con destino a vivienda social y por la creación de equipos psicopedagógicos por establecimiento educativo.
```
  
===  Tareas en la Defensoría del Pueblo CABA ===
 ===
```

Tras dejar su banca en diciembre de 2013 fue designada Directora General de Niñez, Adolescencia, Género y Diversidad de la Defensoría del Pueblo de la Ciudad de Buenos Aires, allí abrió cursos de capacitación contra la violencia de género en todas las sedes de la Defensoría.
En enero de 2020 fue designada responsable del Programa de Atención de Niñez, Adolescencia y Género de la Defensoría del Pueblo de la Ciudad de Buenos Aires e integrante de la Asamblea Permanente por los Derechos Humanos (APDH).
====Militancia en Derechos Humanos==== ===
En la Asamblea Permanente por los Derechos Humanos APDH, a la cual se asocia en el 2004, asume como Presidenta en el año 2017 al 2022 en tal carácter  organizo los cursos de "Género y Derechos Humanos" de particular relevancia desde el año 2017 y de manera ininterrumpida hasta el presente. Asimismo se ampliaron las categorías para el otorgamiento del Premio Dignidad a mujeres y colectivas destacadas en su lucha por los derechos humanos. Integra desde entonces la Mesa de Organismos de Derechos Humanos red integrada por Madres y Abuelas de Plaza de Mayo, Familiares y amigos de desaparecidos y detenidos por razones políticas, Liga Argentina por los Derechos Humanos, MEDH y otros.  Está a cargo de la Secretaria de Derechos de las Mujeres, Igualdad de Género y Diversidades, e integra la de Niñez y Adolescencia.

## Premios y reconocimientos
- 2016.  Premio de la Union de Mujeres de la Argentina otorgado a Mujeres del movimiento de mujeres luchadoras por los derechos de genero y de las infancias. La ceremonia se realizo en la Defensoria General de la Nacion.
- 2013. Premio Paquita de la Fundación TIDO y de la Junta de Estudios Históricos de Villa Crespo por su trayectoria y su labor destacada en el Barrio de Villa Crespo.[14]

- 2012. 7.º lugar en el Premio Parlamentario a los legisladores destacados por su labor parlamentaria que otorga la revista Parlamentario.[15] Distinción otorgada por la Cooperativa Nuevo Horizonte por las acciones destinadas a garantizar el derecho a la vivienda en la Ciudad de Buenos Aires. Recibe reconocimiento a quienes contribuyen a la difusión de la perspectiva abolicionista, otorgado por la Campaña Abolicionista "Ni una más víctima de las redes de prostitución".[16]

- 2011. Reconocimiento otorgado por la Campaña "Ni una mujer más víctima de las Redes de Prostitución" denominada: Construyendo Movimiento por la Abolición del Sistema Prostituyente.[17] Diploma al mérito del Instituto IPEBA, Instituto para pensar Buenos Aires, Diploma Arturo Illia, a la Trayectoria en Política y al Compromiso Político.

- 2005. Distinción como Mujer destacada de la década, otorgado por el Instituto Federal de Políticas Públicas de la Ciudad autónoma de Buenos Aires, acto realizado el 16/12/2005 en el Salón Azul del Senado de la Nación Argentina.

- 2004. Premio Reconocimiento por su aporte a la promoción de los derechos de las mujeres. Otorgado por la agenda de las Mujeres.

- 1995. Reconocimiento “por su apoyo para la continuidad de la tarea educativa del adolescente y del adulto en esta Ciudad de Bs.As”, otorgado por la Dirección del Área de Educación del adulto y del adolescente de la Sec. De Educación de la Ciudad de Buenos Aires.

- 1995. Diploma de honor por su contribución a la difusión de temas inherentes a la Educación sexual y prevención de enfermedades ETS SIDA, otorgado por la Asociación Argentina de Educadores Sexuales.